# کابوی‌ها و بیگانگان
کابوی‌ها و بیگانگان عنوان فیلمی است آمریکایی که در تاریخ ۲۹ ژوئیه سال ۲۰۱۱ اکران شد. ژانر این فیلم علمی تخیلی، کمدی و علمی تخیلی وسترن می‌باشد. اتفاقات این فیلم در ایالت نیو مکزیکو فیلمبرداری شده‌است. این فیلم بر اساس رمانی به نام کابوی و بیگانگان به انگلیسی:Cowboys & Aliens نوشته اسکات میشل روزنبرگ ساخته شده‌است. کارگردان فیلم جان فاورو می‌باشد.